# Тайджоу
Тайджоу е град в провинция Дзянсу в Източен Китай. Разположен е на река Яндзъ. Тайджоу е с население от 605 700 жители (2001 г.). Пощенските му кодове са 225300 за централната част и 214500, 225400, 225500, 225600, 225700 за други райони. Телефонният му код е 523. Населението на административния район е 4 618 937 жители (2010 г.).

## Побратимени градове
- Котка (град), Финландия
- Нюпорт Нюз (Вирджиния), САЩ
- Свищов, България